# Educație financiară
Educația financiară reprezintă un ansamblu de abilități și informații utilizabile unei persoane individuale spre a gestiona într-un mod corect și eficient resursele economice bănești. Creșterea interesului pentru finanțele personale este acum un obiectiv al programelor organizate de stat în țări precum Australia, Canada, Japonia, Statele Unite și Marea Britanie. Înțelegerea conceptelor financiare de bază (de exemplu dobândă la conturi de economii și credit) ajută oamenii să se orienteze în cadrul unui sistem financiar. Persoanele cu o pregătire adecvată în domeniul financiar iau decizii mai bune și gestionează mai bine banii decât cei fără o astfel de pregătire. 

## Inițiative
Organizația pentru Cooperare și Dezvoltare Economică (OCDE) a început un proiect inter-guvernamental în anul 2003 cu obiectivul de a oferi modalități de îmbunătățire a standardelor de educație și alfabetizare financiară prin dezvoltarea unor principii de bază ale educației financiare. În martie 2008 OCDE lansa Portalul Internațional pentru Educație Financiară cu scopul de a servi drept centru de informare pentru programele de educație financiară, informare și cercetare la nivel mondial. În Marea Britanie este folosit de către stat și agențiile guvernamentale termenul alternativ "capabilitate financiară". Autoritatea Serviciilor Financiare (Financial Services Authority) din Marea Britanie a adoptat o strategie națională pentru capabilitatea financiară în 2003. Gurvernul Statelor Unite a înființat de asemenea Comisia pentru Educație Financiară în 2003. 
Un studiu internațional realizat de OCDE a fost publicat spre sfârșitul anului 2005 cuprinzând o analiză a unor chestionare de educație financiară din țările unde organizația este prezentă. Câteva dintre concluziile trase sunt următoarele:
- În Australia, 67% din persoanele intervievate au indicat că înțeleg conceptul de dobândă compusă, totuși, când au fost puși să rezolve o problemă folosind acest concept, numai 28% au înțeles despre ce este vorba concret.
- Rezultatele unui sondaj britanic arată că în rândul consumatorilor nu este prezent interesul de a asimila în mod activ informații financiare. Infomațiile pe care le au sunt dobândite din întâmplare, de exemplu, prin citirea unui pliant la bancă sau vorbind cu un angajat al unei bănci.
- Respondenții unui sondaj realizat în Canada consideră alegerea investițiilor corecte mai stresantă decât mersul la dentist.
- Un sondaj în rândul elevilor de liceu coreeni a arătat ca aceștia au rezultate slabe – adică au răspuns corect la mai puțin de 60% din întrebări - la teste menite să măsoare abilitatea de a alege și gestiona un card de credit, cunoștințele despre economii și investiții pentru pensie și conștientizarea riscului și a importanței de a avea o poliță de asigurare pentru acesta.
- Un studiu realizat în Statele Unite arată că patru din zece angajați americani nu fac economii în vederea pensionării.

"Cu toate acestea, este încurajator faptul că cele câteva programe de educație financiară care au fost evaluate au fost considerate ca fiind rezonabile. Cercetările din SUA arată că lucrătorii participă din ce în ce mai mult la planurile 401 (k) (un tip de plan de pensionare, cu avantaje fiscale speciale, care permite angajaților să economisească și să investească în pensia lor) atunci când angajatorii oferă programe de educație financiară, indiferent dacă sub formă de broșuri sau seminarii."  
Totuși, analizele academice ale educației financiare nu au găsit nicio dovadă de succes măsurabil pentru îmbunătățirea bunăstării financiare a participanților.  
Conform unui sondaj realizat de Banca de Dezvoltare din Asia în anul 2014, mai mulți mongoli și-au extins opțiunile financiare și, spre exemplu, acum compară ratele dobânzilor la împrumuturi și serviciile de economii prin vizionare unui serial TV care prezintă nivelul de educație fiscală ale gospodăriilor sărace și bogate.  Având în vedere că 80% dintre mongoli au spus că televiziunea este principala lor sursă de informații, serialele TV încadrate în genul "dramă" au fost identificate drept cel mai eficient mijloc de a transmite mesaje pe tema educației financiare.

## Asia Pacifică, Orientul Mijlociu, Africa
Un sondaj făcut asupra consumatorilor de gen feminin din zona Orientului Mijlociu, Asia, cuprindea noțiuni elementare de gestionare de bază a banilor, planificare financiară și investiție. Primele zece poziții ale indicelor de alfabetizare financiară APMEA Women MasterCard sunt ocupate de Thailanda 73,9, Noua Zeelandă 71,3, Australia 70,2, Vietnam 70,1, Singapore 69,4, Taiwan 68,7, Filipine 68,2, Hong Kong 68,0, Indonezia 66,5 și Malaezia 66,0. 

### Australia
Guvernul australian a înființat în 2004 un grup național de lucru al consumatorilor în vederea educației financiare, care a condus la înființarea în 2005 a Fundației pentru Educația Financiară. În 2008, funcțiile Fundației au fost preluate de către Comisia de valori mobiliare și investiții australiene (ASIC). Guvernul australian derulează, de asemenea, o serie de programe (cum ar fi Programul de Administrare a Banilor) pentru a crește nivelul de educație financiară a populației indigene, în special a celor care trăiesc în comunități izolate. 
În 2011, ASIC a lansat o strategie națională de alfabetizare financiară - bazată pe un raport de cercetare făcut anterior, numit „Alfabetizarea Financiară și Schimbarea Comportamentului” - pentru a îmbunătăți bunăstarea financiară a tuturor australienilor prin creșterea nivelului de alfabetizare financiară. Strategia are patru piloni: 
1. Educația
2. Informații, suport și instrumente de încredere și independente.
3. Soluții suplimentare pentru stimularea bunăstării financiare și a schimbărilor comportamentale
4. Parteneriate cu sectoarele implicate în educația financiară, măsurând impactul acestora și promovând cele mai bune practici

Site-ul ASIC MoneySmart a fost una dintre inițiativele cheie în strategia guvernului. Acesta a înlocuit site-urile web FIDO și Understanding Money. 
ASIC are, de asemenea, un site web numit MoneySmart Teaching  pentru cadrele didactice. Acesta oferă formare profesională și alte resurse pentru a ajuta profesorii să integreze educația financiară și a consumatorului în programele de predare și învățare. 
O serie de universități australiene oferă cursuri de alfabetizare financiară, precum Universitatea Monash BEX2001: Tu, banii și viața, Universitatea Macquarie AFAS300: Principii ale Educației Financiare, Universitatea din Australia de Vest (FINA1109: Gestionarea Finanțelor Personale) și Universitatea din Melbourne (FNCE30008: Finanțe în afara școlii). 
Rețeaua de conștientizare a riscurilor aplicațiilor web și pe diferite deviceuri, ale buletinelor informative, ale videoclipurilor și ale site-urilor de internet  a fost dezvoltată de organismul de asigurare ANZIIF cu scopul de a educa consumatorii în ceea ce privește asigurarea și gestionarea riscurilor. 

### India
Centrul Național pentru Educație Financiară (NCFE), o companie non-profit, a fost creat, în conformitate cu secțiunea 8 din actul companiilor din 2013, pentru a promova alfabetizarea financiară în India .  Acesta este promovat de patru autorități majore de reglementare financiară: Reserve Bank of India, SEBI, IRDA și PFRDA . 
NCFE a realizat un sondaj de referință privind educația financiară în 2015 pentru a afla nivelul de conștientizare financiară în India.  Acesta organizează diverse programe de îmbunătățire a educației financiare, inclusiv prin colaborarea cu școlile și dezvoltarea unui nou curriculum care să includă concepte de management financiar.  De asemenea, acest centru efectuează un test anual de alfabetizare financiară.  Lista subiectelor abordate de NCFE în programele sale de conștientizare include investiții, tipuri de conturi bancare, servicii oferite de bănci, cardul Aadhaar, contul demat, pan carduri, puterea dobânzilor compuse, plăți digitale, protecția împotriva fraudelor financiare etc.  

### Arabia Saudită
Un sondaj a fost realizat la nivel național de către SEDCO în Arabia Saudită în anul 2012 pentru a înțelege nivelul de educație financiară în rândul tinerilor.  Sondajul a implicat o mie de tineri cetățeni saudiți, iar rezultatele au arătat că doar 11% dintre aceștia au ținut evidența cheltuielilor, deși 75% au considerat că au înțeles elementele de bază ale gestionării banilor. O analiză detaliată a sondajului SEDCO a arătat că 45% dintre tineri nu au economisit bani deloc, în timp ce doar 20% au economisit 10% din veniturile lor lunare. În ceea ce privește monitorizarea cheltuielilor, studiul a arătat că articole precum telefoanele mobile și călătoriile au reprezentat aproape 80 la sută din achiziții. În ceea ce privește finanțarea stilului lor de viață, 46% dintre tineri s-au bazat pe părinții lor pentru a finanța articole de valoare. 90% dintre respondenți au declarat că sunt interesați de dezvoltarea cunoștințelor financiare. 

### Singapore
Institutul Național al Educației din Singapore a înființat în anul 2007 Hub-ul de Educație Financiară pentru Profesori  pentru a permite profesorilor școlii să insufle educația financiară în disciplinele de bază, să integreze activități pedagogice și să implice elevii în procesul de învățare. Astfel de ilustrații relevante și autentice din ziua de astăzi consolidează învățarea prin intermediul experienței pentru a dezvolta capacitatea financiară în rândul tinerilor. Partea integrantă a practicii bazate pe dovezi în școli, dar și cercetarea privind cultura financiară, este coordonată de Hub, care a publicat numeroase studii de impact privind eficacitatea programelor de alfabetizare financiară și percepțiile și atitudinile profesorilor și studenților. 
Guvernul din Singapore, prin intermediul Autorității Monetare din Singapore, a finanțat crearea Institutului pentru Educație Financiară  în iulie 2012. Institutul este gestionat în comun de MoneySENSE  (un program național de educație financiară) și Politehnica din Singapore.  Acest institut își propune să dezvolte capacități financiare de bază într-un spectru larg al populației din Singapore, oferind programe de educație financiară gratuită și imparțială adulților care lucrează și familiilor lor. Din iulie 2012 până în mai 2017, Institutul a luat legătura cu peste 110.000 de persoane în Singapore prin cursuri și discuții. Unele dintre subiectele abordate în cadrul acestor cursuri și discuții includ: 
- A avea simțul banului

- Restrângerea cheltuielilor
- Planificarea financiară începe acum
- Măsurarea capacității financiare
- Implementarea propriului plan financiar
- Elemente de bază ale administrării banilor
- Înțelegerea împrumuturilor și creditelor
- Înțelegerea asigurării de viață
- Tipuri de asigurări de viață
- Înțelegerea asigurării medicale de bază
- Tipuri de asigurări medicale
- Planuri de asigurare ale Fondului Central Provident
- Deschiderea unui cont de economii
- Aprecierea nevoilor veniturilor din pensie
- Opțiuni pentru creșterea venitului din pensie
- Administrarea banilor din fondul de pensie
- Îmbunătățirea anilor de bătrânețe
- Introducere în planificare imobiliară
- Pași în planificarea imobiliară
- Introducere în investițiile personale
- Lucruri de luat în considerare în investiții
- Produse financiare majore
- Înțelegerea obligațiunilor
- Fundamentele investiției în acțiuni
- Bonurile de Trezorerie din Singapore
- Înțelegerea Trusturilor de investiții în afacerile imobiliare
- Înțelegerea obiceiurilor și comportamentelor fondurilor tranzacționate la bursă
- E afacerea prea bună ca sa fie adevărată?
- Atenție la fraudă
- Începerea unei familii
- Cumpărarea primei locuințe administrate de stat
- Programe de sprijin pentru bebeluși și copii
- Cumpărarea unei locuințe
- Administrarea banilor pentru tineri
- Oferă copilului tău simțul banului
- Planificare financiară pentru familiile cu nevoi speciale
- Planificare financiară pentru angajații aflați în tranziție
- Workshop-uri pentru asistenții sociali

## Europa

### Belgia
FSMA are sarcina de a contribui la o mai bună educație financiară a deponenților și investitorilor, care va permite deponenților individuali, persoanelor asigurate, acționarilor și investitorilor să se afle într-o poziție mai bună în relațiile cu instituțiile financiare. În consecință, vor avea mai puține șanse să achiziționeze produse care nu sunt potrivite profilului lor. 

### Elveția
Un studiu a evaluat educația financiară în rândul a 1500 de gospodării din Elveția cu vorbitori de limbă germană.  Testând cele trei concepte, și anume dobânda cumulată, inflația și diversificarea riscurilor, rezultatele arată că nivelul de educație financiară din Elveția este ridicat în comparație cu rezultatele obținute în alte țări europene sau în rândul populației americane. Rezultatele studiului arată că educația financiară mai ridicată este corelată cu participarea pe piața financiară și împrumuturile ipotecare. Un studiu aferent în rândul studenților de 15 ani din Cantonul Fribourg arată diferențe substanțiale privind nivelul de educație financiară între studenții de limbă franceză și cei de limbă germană. 
Banca Națională Elvețiană își propune să îmbunătățească educația financiară prin inițiativa sa iconomix care se adresează elevilor de liceu.  Noua programă a școlii de stat va acoperi educația financiară în școlile publice. 

### Marea Britanie
Marea Britanie dispune de un organism destinat dezvoltării aptitudinilor financiare - Serviciul de Consiliere Financiară. 
Legea privind serviciile financiare din 2010 a inclus o prevedere privind înființarea de către Agenția de Servicii Financiare (ASF) a Organismului de Educație Financiară pentru Consumatori, cunoscut sub numele de OEFB. Începând cu 26 aprilie 2010, OEFB a continuat activitatea Departamentului de capacitate financiară a FSA, independent de FSA, iar la 4 aprilie 2011, a fost redenumit Serviciul de Consiliere Financiară. 
Strategia prevăzuse anterior cheltuirea de către ASF a aproximativ 10 milioane de lire sterline pe an  pe parcursul unui plan în șapte puncte. Domeniile prioritare au fost: 
- Proaspeții părinți
- Școli (un program este emis de Grupul de Educație Financiară Personală)
- Tinerii adulți
- Locurile de muncă
- Comunicarea cu consumatorii
- Instrumente online
- Sfaturile financiare

A fost efectuat un studiu de referință  prin intervievarea a 5.300 de persoane în Marea Britanie în 2005. Raportul a identificat patru probleme: 
- Mulți oameni nu efectuează planificări
- Mulți oameni își asumă riscuri financiare fără să-și dea seama
- Datoriile reprezintă deja probleme severe pentru un procent scăzut din populație și multe alte persoane ar putea fi afectate în cazul unei crize economice
- Persoanele sub 40 de ani sunt, în medie, mai puțin capabili din punct de vedere financiar decât cei mai în vârstă.

"Pe scurt, dacă nu se iau măsuri pentru îmbunătățirea nivelului capacității financiare, vom acumula probleme pentru viitor." 
Există, de asemenea, numeroase organizații caritabile în Regatul Unit care lucrează pentru îmbunătățirea educației financiare, precum MyBnk, Citizens Advice Bureau și Personal Finance Education Group . 
Alfabetizarea financiară în cadrul Forțelor Armate din Marea Britanie este asigurată prin programul MoneyForce, condus de Legiunea Britanică Regală în colaborare cu Ministerul Apărării și Serviciul de Consiliere pentru Bani. 

## America de Nord

### Canada
În 2006, autoritățile canadiene de reglementare pentru titlurile de valoare a demarat două anchete la nivel național pentru investitorii locali  pentru a evalua cunoștințele și experiența oamenilor cu privire la investiții și fraudă. Rezultatele din ambele studii au demonstrat că este nevoie de o mai bună educare și informare a investitorilor cu privire la piețele de capital și la frauda de investiții. Educația în acest domeniu este deosebit de importantă, deoarece investitorii își asumă mai mult riscul și responsabilitatea de a-și gestiona economiile pentru pensionare, iar o populație mare de persoane născute la jumătatea secolului trecut de pe întreg teritoriul Americii de Nord ies la pensie. 
În 2005, -	Comisia pentru titluri de valoare din British Columbia (BCSC) a finanțat Studiul Eron Mortgage.  A fost primul studiu sistematic al unei singure  fraude de investiții, concentrându-se pe mai mult de 2.200 de investitori din domeniul Eron Mortgage. Printre altele, raportul a identificat faptul că investitorii care se apropie de pensionare fără resurse adecvate și bărbați de vârstă mijlocie erau predispuși la frauda de investiții. Raportul sugerează că educația pentru investitori va deveni și mai importantă pe măsură ce generația oamenilor născuți la jumătatea secolului trecut intră la pensionare. 
În Canada, Luna Alfabetizării Financiare are loc în luna noiembrie pentru a încuraja canadienii să preia controlul bunăstării lor financiare și să investească în viitorul lor financiar, învățând despre aspecte ale finanțelor personale. De asemenea, Canada a înființat o entitate guvernamentală care „promovează educația financiară și crește conștientizarea de către consumatori a drepturilor și responsabilităților lor”.  Pe lângă asta, agenția „se asigură că entitățile financiare reglementate federal respectă măsurile de protecție a consumatorilor.” 

### Statele Unite
În SUA, o organizație națională neguvernamentala numita Coaliția Jump$tart pentru alfabetizare financiară personală este un ansamblu de organizații corporative, academice, non-profit și guvernamentale care se ocupă cu educația financiară din 1995. 
Departamentul Trezoreriei Statelor Unite și-a înființat Oficiul pentru Educație Financiară în 2002; iar Congresul SUA a înființat Comisia pentru Alfabetizare și Educație Financiară în temeiul Legii privind Imbunătățirea Educației și Educației Financiare din 2003. Comisia a publicat în 2006 Strategia Națională Privind Alfabetizarea Financiară . 
Deși multe organizații au sprijinit mișcarea de alfabetizare financiară, acestea pot diferi în funcție de viziunea lor asupra alfabetizării financiare. Într-un raport al Consiliului Consultativ al Președintelui în domeniul Alfabetizării Financiare, autorii au considerat ca fiind necesară o definiție consecventă a alfabetizării financiare prin care programele de educație financiară să poată fi stabilite. Ei au definit alfabetizarea financiară drept „capacitatea de a utiliza cunoștințe și abilități pentru a gestiona eficient resursele financiare pentru o viață de bunăstare financiară”. 
Consiliul pentru Educație Economică (CEE) a efectuat în 2009 un studiu asupra statelor și a constatat că 44 de state oferă în prezent elevilor, de la grădiniță până la liceu, educație financiară personală sau indicații.  Cu toate acestea, "doar 17 state le solicită elevilor de liceu să urmeze un curs de finanțe personale." 
Centrul pentru Alfabetizare Financiară de la Colegiul Champlain efectuează o anchetă bianuală asupra cerințelor de alfabetizare financiară în liceele de pe întreg teritoriul statului. Sondajul din 2017 a constatat că Utah avea cea mai mare cerință de stat din țară, în timp ce în Alaska, Delaware, DC, Hawaii, Rhode Island și Dakota de Sud, elevii sunt în totalitate dependenți de inițiativa consiliului școlar local. 
În iulie 2010, Congresul Statelor Unite a aprobat Legea de Reformă Dodd-Frank Wall Street și Protecție a Consumatorilor (Legea Dodd-Frank ), care a creat Biroul Pentru Protecția Financiară a Consumatorilor (eng. Consumer Financial Protection Bureau - abv. CFPB). CFPB a fost însărcinată, printre alte mandate, să promoveze educația financiară prin intermediul grupului său de implicare și educație pentru consumatori. 

## Alfabetizare financiară critică
Unii cercetători din domeniul alfabetizării financiare au ridicat întrebări cu privire la caracterul politic al educației în domeniul alfabetizării financiare, susținând că justifică transferul unui risc financiar mai mare (de exemplu, taxe de școlarizare, pensii, costuri de îngrijire a sănătății etc.) către persoane fizice din corporații și guverne. Mulți dintre acești cercetători susțin o educație de alfabetizare financiară cu preocupări mai mult critice și mai ample: o educație care ajută indivizii să înțeleagă mai bine nedreptatea sistemică și excluderea socială și nu una care înțelege eșecul financiar ca o problemă individuală și caracterul riscului financiar ca apolitic. Mulți dintre acești cercetători lucrează în cadrul justiției sociale, pedagogiei critice, paradigmelor feministe și ale teoriei critice rasiale.      